# Planck-töltés
A Planck-töltés a Max Planck által megalkotott, alapvető fizikai állandókon alapuló természetes egységrendszerben a töltés egysége:
{\displaystyle q_{P}={\sqrt {4\pi \epsilon _{0}\hbar c}}={\sqrt {2ch\epsilon _{0}}}={\frac {e}{\sqrt {\alpha }}}}
ahol:
{\displaystyle c\ } a fénysebesség vákuumban,
{\displaystyle h\ } a Planck-állandó,
{\displaystyle \hbar \equiv {\frac {h}{2\pi }}\ } a redukált Planck-állandó vagy Dirac-állandó,
{\displaystyle \epsilon _{0}\ } a szabad tér permittivitása
{\displaystyle e\ } az elemi töltés
{\displaystyle \alpha \ }  = (137,03599911)‒1 a finomszerkezeti állandó.
Értéke SI-egységekben:
{\displaystyle q_{P}\ } =  1,8755459·10‒18 C.

## Lásd még
- Planck-egységek